# 캅카스피그미뒤쥐
캅카스피그미뒤쥐(Sorex volnuchini) 또는 우크라이나뒤쥐는 땃쥐과에 속하는 포유류의 일종이다. 아르메니아, 아제르바이잔, 조지아, 러시아, 우크라이나에서 발견되며, 이란과 터키에서도 서식하는 것으로 추정하고 있다.

## 아종
2종의 아종이 알려져 있다.
- Sorex volnuchini dahli
- Sorex volnuchini volnuchini